# Satha II
Satha II  (vers 1702-1749). Prince Ang Chee, roi du Cambodge sous les noms de règne Sathadhireach et " Barom Reachea IX" ou  « Paramaraja IX » de 1722 à 1729 de 1729 à 1736  et  en 1749.

## Biographie
Fils du roi Ang Em il devient roi à 20 ans en 1722 lors de l’abdication de son père . Le désordre au Cambodge est alors à son comble car le pays a alors quatre rois vivants ayant successivement abdiqué puis repris le pouvoir : Chey Chettha IV qui ne meurt qu’en 1725,  Thommo Reachea III fils de ce dernier et enfin son propre père Ang Em  (mort en 1731) qui en 1729 reprendra le trône à son fils pour sept mois avec comme nom de règne Chey Chettha V.
En 1730 le massacre de Vietnamiens par des groupes de Khmers fanatisés provoque une intervention militaire du souverain de Hué dont l'armée approche de Pnom-Penh alors que le roi s’est retiré dans la province de Sântouk. Pour le prix de cette aide Satha II doit céder aux Vietnamiens les provinces de « Mé Sa » et de « Long Hôr » qui prirent respectivement les noms de Mỹ Tho et de Vinh Long (1731).
En 1736 Satha II est renversé par une intrigue de palais impliquant son épouse et ses cousins. L’ancien roi Thommo Reachea III est rétabli pour la troisième fois, avec comme nom de règne Chey Chettha VI, et Satha II se réfugie au Vietnam. 
En 1749 le roi Satha II est rétabli à Oudong par une armée vietnamienne dont les généraux  administrent alors le pays selon les règles administratives de la cour de Hué au nom du roi fantoche.
Mais une révolte des paysans de la province de Pursat menée par un ministre oblige Satha et ses alliés à repasser la frontière.  Chey Chettha VII, fils cadet de  Thommo Reachea III est alors proclamé roi. 
L’ancien roi Satha II  meurt à Saigon cette même année 1749.

## Postérité
De son épouse le roi laisse un fils :
- Ang Non II (1739-1779) roi du Cambodge en 1775

## Sources
- Achille Dauphin-Meunier Histoire du Cambodge P.U.F Que sais-je ? n°916 Paris 1968.
- Anthony Stokvis, Manuel d'histoire, de généalogie et de chronologie de tous les États du globe, depuis les temps les plus reculés jusqu'à nos jours, préf. H. F. Wijnman, Israël, 1966, Chapitre XIV §.9 « Kambodge » Listes et  tableau généalogique n°34  p.337-338.
- (en) & (de) Peter Truhart, Regents of Nations, K.G Saur Münich, 1984-1988  (ISBN 3-598-10491-X), Art. « Kampuchea », p. 1732.